# Totenfleck

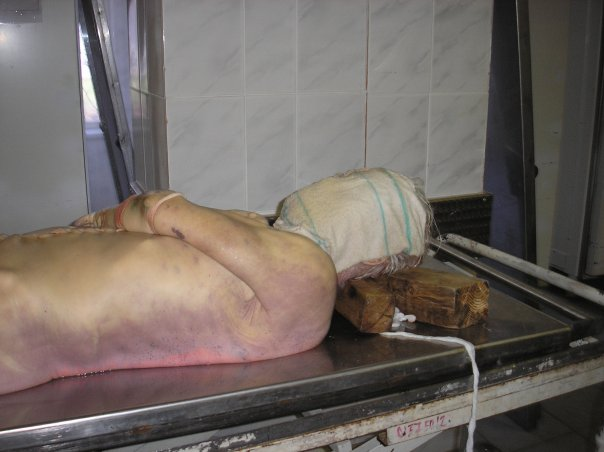
Leiche mit Totenflecken

Als Totenflecke (medizinisch-lateinisch: Livores oder Livores mortis, von lateinisch livor ‚bleiblaue Farbe‘ und mors ‚Tod‘; auch Leichenflecken) wird eine rot-violette bis blaugraue Verfärbung der Haut an den abhängigen Körperpartien bezeichnet, die normalerweise nach dem Tod auftritt. Die ersten Totenflecken entstehen etwa 20 bis 30 Minuten nach dem Kreislaufstillstand. Sie sind somit das am frühesten auftretende sichere Todeszeichen.

## Entstehung
Livores entstehen durch das schwerkraftbedingte Absinken des Blutes innerhalb der Gefäße einer Leiche. Dieser Vorgang wird als Hypostase bezeichnet und betrifft nicht nur das Blut, sondern alle Körperflüssigkeiten. Totenflecken sind die Folge der hypostasebedingten Blutfülle der Hautgefäße. Bei Rückenlage eines Leichnams sind sie daher am Rücken zu finden. Wenn der Körper nach dem Tod in aufrechter Position verbleibt, z. B. beim Tod durch Erhängen, dann sind sie an den Beinen und Händen zu finden. An Körperregionen, an denen von außen Druck auf die Haut ausgeübt wird, bilden sie sich nicht aus. So sind beispielsweise die Aufliegeflächen oder die Bereiche mit enganliegenden Kleidungsstücken frei von Livores. Weiterhin sind die Brustwarzen samt Warzenhof ausgespart.
Zunächst sind die Totenflecken als fleckige Verfärbungen der Haut erkennbar, die dann farblich intensiver werden und zusammenfließen (konfluieren). Bei besonders intensiv ausgeprägten Totenflecken, wie sie manchmal beim Tod durch Ersticken oder bei Drogentodesfällen vorkommen, kann es zu wenige Millimeter großen, dunkel blauvioletten Blutungen der Totenflecke (Vibices) kommen. Diese entstehen als Folge von Rupturen der Hautkapillaren. Vibices treten daher nur im Bereich der Totenflecken auf. Finden sich Vibices an nicht verfärbten Arealen, spricht das für eine postmortale Änderung der Lage mit Verlagerung der Totenflecken.

## Ausprägung
Bei Verstorbenen, die nach dem Todeseintritt in Rückenlage verbleiben, reichen die Totenflecken von der hinteren Rumpfwand normalerweise bis in etwa zu den vorderen Achsellinien. Schulter- und Gesäßbereich sowie Wadenwölbungen und Fersen bleiben dann oft von der Bildung der Totenflecke ausgespart, weil der Auflagedruck größer als der Schweredruck des absinkenden Blutes ist, so dass sich die Kapillaren nicht füllen können. Bei starkem Blutverlust (nach äußeren und inneren Blutungen) oder bei chronischer Blutarmut finden sich nur spärliche Totenflecke.

„Pestleichen weisen auffallend dunkle Totenflecken auf.“

## Verlagerbarkeit
Bis zu sechs Stunden nach dem Todeseintritt lassen sich die Totenflecke vollständig „umlagern“: Wird die Position der Leiche verändert, so verlagern sich auch die Totenflecken unter dem Einfluss der Schwerkraft. Wird die Leiche in einem Zeitraum zwischen sechs und zwölf Stunden nach Todeseintritt umgedreht, sind die Leichenflecke nur noch unvollständig umlagerbar und finden sich somit sowohl oben als auch unten.

## Wegdrückbarkeit
Man unterscheidet wegdrückbare Totenflecke (hypostatische Totenflecke) und nichtwegdrückbare Imbibitionstotenflecke. In einem Zeitraum von bis zu 36 Stunden sind die Livores noch zumindest teilweise unter kräftigem Fingerdruck wegdrückbar, da ein Teil des Blutes noch innerhalb der Adern und darin beweglich ist (Druck auf den Leichenfleck, und die Haut unter dem Druckpunkt sieht wieder hell aus). Später ist bereits so viel Serum aus dem Gefäßsystem entwichen, dass das Blut „eingedickt“ ist und die Totenflecken nicht mehr wegdrückbar sind. Aber auch darüber hinaus können Livores in der Regel noch punktuell, etwa durch kräftigen Druck mit der Rückseite einer Pinzette, zumindest teilweise weggedrückt werden.

## Farbe
Die zunächst rötliche Farbe des Blutes geht als Folge der Sauerstoffzehrung in der Agonie in einen bläulich-lividen Farbton über, welcher als normal für Totenflecken gilt. Bei Verbringung eines Leichnams in eine kalte Umgebung ändert sich jedoch die Farbe der Totenflecken mit der Zeit hin zu hellrot; die gleiche Farbe ist auch beim Tod durch Unterkühlen zu finden. Die wichtigste Differentialdiagnose bei hellroten Totenflecken ist die Kohlenstoffmonoxidvergiftung. Bei Blausäure-Vergiftungen können zwar ebenfalls hellrote Totenflecken vorkommen, diese sind farblich jedoch nicht so intensiv wie bei Kälteexposition oder CO-Vergiftung. Als ein wichtiges Kriterium zur Unterscheidung der Genese hellroter Totenflecken bei der Leichenschau gilt die Farbqualität unter den Finger- und Zehennägeln sowie an Handflächen und Fußsohlen: Während die Totenflecken dort bei einer CO-Intoxikation auch hellrot erscheinen, sind sie bei Kälteexposition in aller Regel blauviolett. Ursache der Farbänderung ist die kältebedingte Linksverschiebung der Sauerstoff-Bindungskurve von Hämoglobin: Durch Kälte wird die Bindung von Sauerstoff an Hämoglobin erleichtert und die Abgabe an das Gewebe erschwert. Sauerstoff diffundiert aus der Umgebungsluft durch die Haut der Hypostasebezirke und bindet sich dort an Hämoglobin. Die Farbqualitäten hellroter Totenflecken nach Kälteexposition bzw. bei CO-Intoxikation sind sehr ähnlich und die spektralen Remissionskurven unterscheiden sich kaum. Eine graubraune Färbung kommt vor bei Vergiftung mit Nitraten oder Nitriten, die zu einer Oxidierung des zentralen Eisenatoms im Hämoglobin führen (Methämoglobin). Vergiftungen mit Hydrogensulfid führen zur Bildung von Sulfhämoglobin, was eine grünliche Farbe der Totenflecken hervorruft.